# PBK Lokomotiv-Koeban Krasnodar

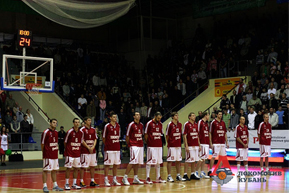
Lokomotiv-Koeban Krasnodar, 29 oktober 2009.

Professionalnyj basketbolnyj kloeb Lokomotiv-Koeban Krasnodar (Russisch: Профессиональный баскетбольный клуб Локомотив-Кубань Краснодар) is een professionele basketbalclub uit Krasnodar, Rusland die uitkomt in de VTB United League.

## Geschiedenis

### Sovjet-Unie
De geschiedenis van de Lokomotiv begint in 1946 in Mineralnye Vody waar de club werd opgericht als Lokomotiv Mineralnye Vody. Er waren weinig vrijwilligers om basketbal te spelen tijdens de eerste naoorlogse jaren - niet meer dan 150 mensen. Tieners werden getraind door ervaren en geduldige mentoren - spoorwegarbeiders Grigori Aboegov en Nikolaj Chartsjenko. Grigori Aboegov werd later een beroemde coach, die een aantal high-class professionals opriep. Sommigen zijn nog steeds in basketbal als coaches.

### Rusland
Lokomotiv speelde een aantal jaren in het eerste competitiekampioenschap, totdat het in 1994 eindelijk in de elite van het nationale basketbal stapte. In 1999 kreeg Lokomotiv het recht om Rusland te vertegenwoordigen in de Europese toernooien en de beker van de International Railways Sports Union te winnen. In 2002 haalde Lokomotiv de finale van de Korać Cup. Ze speelde tegen SLUC Nancy Basket uit Frankrijk. Ze verloren de eerste wedstrijd met 98-72. De tweede wedstrijd wonnen ze met 95-74, maar dat was net niet genoeg voor de titel. Het seizoen 2002/03 werd heel belangrijk voor de ploeg uit Mineralnye Vody. Lokomotiv bereikte de play-offs, na een achtste plaats in een competitie van de tien teams. Lokomotiv verloor van de kampioen CSKA Moskou in alle drie de wedstrijden. Het werd duidelijk dat vele veranderingen moesten worden aangebracht. De beslissing werd gemaakt om de club te verhuizen naar een meer ontwikkelde en economisch groeiend gebied. Dat gebied werd Oblast Rostov. De stad waar de club ging spelen was Rostov aan de Don. De naam veranderde in Lokomotiv Rostov. De volgende zes jaar speelde de club in Rostov aan de Don. Gedurende deze jaren was Lokomotiv een van de sterkste in Rusland. Ze haalde regelmatig de play-offs van het nationale kampioenschap en in de Europese beker toernooien. De beste prestatie van Lokomotiv in deze jaren was de vijfde plaats in het Russische Kampioenschap (seizoen 2006/07) en de finale van de EuroCup Challenge in 2005. Ze verloren van CSU Asesoft Ploieşti uit Roemenië met 74-75. In de zomer van 2009 maakte de president van de Russische Spoorwegen, Vladimir Jakoenin, de beslissing om de club te verplaatsen van Rostov-on-Don naar Krasnodar. De belangrijkste reden daarvoor was dat de arena's in Rostov niet voldeden aan de eisen van het Russische Nationaal Kampioenschap en de Europese toernooien. De naam werd Lokomotiv-Koeban Krasnodar. De club ging spelen in de Basket-Hall Krasnodar met een capaciteit van 7.500 toeschouwers. In 2011 haalde Lokomotiv de finale van de EuroChallenge. Ze verloren van KK Krka Novo mesto uit Slovenië met 77-83. In 2013 won Lokomotiv de finale van de EuroCup. Ze versloegen Uxue Bilbao Basket uit Spanje met 75-64. In 2014 verloor Lokomotiv de finale om de Russische beker van UNICS Kazan. Uit verloor Lokomotiv met 45-66 en thuis verloren ze met 76-93. In 2018 won Lokomotiv de finale om de Russische beker van Nizjni Novgorod. Lokomotiv won met 85-64. In 2018 haalde Lokomotiv de finale om de EuroCup. Ze verloren die finale van Darüşşafaka SK uit Turkije. Thuis verloor Lokomotiv met 78-81. Uit verloren ze met 59-67.

## Erelijst
- Landskampioen Rusland:
  - Tweede: 2023
  - Derde: 2001, 2002, 2012, 2015
- Bekerwinnaar Rusland: 2
  - Winnaar: 2000, 2018
  - Runner-up: 2014
- VTB United League:
  - Tweede: 2013, 2023
- VTB United League Supercup:
  - Tweede: 2023
- EuroCup: 1
  - Winnaar: 2013
  - Runner-up: 2018
- EuroChallenge:
  - Runner-up: 2011
- Korać Cup:
  - Runner-up: 2002
- EuroCup Challenge:
  - Runner-up: 2005
- Bekertoernooi van de Russische spoorwegen: 4
  - Winnaar: 2005, 2006, 2007, 2008

## Bekende (oud-)spelers

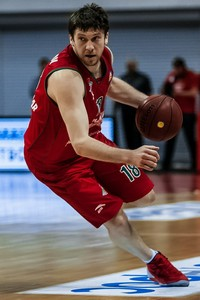
Oud speler Jevgeni Voronov.

| - Sergej Bykov - Andrej Fetisov - Vitali Fridzon - Igor Gratsjev - Sergej Ivanov - Vasili Karasjov - Valentin Koebrakov - Igor Koedelin - Dmitri Koelagin - Nikita Koerbanov | - Vladislav Kondratov - Vladislav Konovalov - Nikita Morgoenov - Anton Ponkrasjov - Aleksej Savrasjenko - Dmitri Sokolov - Jevgeni Voronov - Joeri Zjoekanenko - Ryan Broekhoff - Aleks Marić | - Nick Calathes - Krešimir Lončar - Pero Antić - Szymon Szewczyk - Aleksandar Ćapin - Asım Pars - Malcolm Delaney - Lorinza Harrington - Anthony Goldwire - Fred House | - Rawle Marshall - Anthony Randolph - Royce Hamm Jr. |

## Bekende (oud-)coaches
| - Aco Petrović (2004-2007) - Oleg Melesjtsjenko (2007-2008) - Danijel Jusup (2008-2009) - Sašo Filipovski (2009) - Kęstutis Kemzūra (2009-2011) - Božidar Maljković (2011-2012) - Jevgeni Pasjoetin (2012-2014) - Sergej Bazarevitsj (2014-2015) - Giorgos Bartzokas (2015-2016) - Fotios Katsikaris (2016) | - Saša Obradović (2016-2018) - Vlada Jovanović (2018-2019) - Bob Donewald (2019) - Luca Banchi (2019) - Bogdan Karaičić (2019) - Jevgeni Pasjoetin (2019-2021) - Branko Maksimović (2021-2022) - Aleksander Sekulić (2022-2024) - Andrej Vedisjtsjev (2024-2025) - Anton Joedin (2025-heden) |